# Antonia Figueroa
Antonia Cristal Figueroa Alvarado (La Serena, 16 gennaio 1995) è una modella cilena, nota per essere stata la vincitrice di Miss Universo Cile 2021.

## Biografia
Figueroa è nata e vive a La Serena e nella regione di Coquimbo. Ha una laurea in ingegneria civile e modella di professione. È anche una campionessa di Taekwondo ed ex violinista professionista del teatro municipale della sua regione. Nel 2019, Figueroa ha gareggiato contro altri 19 partecipanti nella stagione 4 di MasterChef Chile. È stata la quinta concorrente ad essere eliminata.

## Concorso di bellezza
Figueroa è una veterana del concorso in quanto ha vinto i titoli di Miss Mundo Cile 2016 e Miss Terra Cile 2018. Ha rappresentato il Cile e ha gareggiato a Miss Mondo 2016 dove non è stata classificata, ma è finita tra i primi 10 nella competizione per talenti. Nel 2018, ha rappresentato il Cile a Miss Terra e si è classificata nella Top 12. L'11 settembre 2021, Figueroa è stata incoronata Miss Universo Chile 2021 all'Hotel Ontiveros di San Fernando. Come Miss Universo Cile, Figueroa rappresenterà il Cile al concorso Miss Universo 2021 a Eilat, in Israele.